# Newton Cap
Newton Cap var en civil parish från 1866 till 1937 då den blev en del av Crook and Willington och Bishop Auckland, i grevskapet Durham, i England. Civil parish var belägen 13 km från Durham och hade 922 invånare år 1931.